# Tyria nigrana
Tyria nigrana là một loài bướm đêm thuộc phân họ Arctiinae, họ Erebidae.